# Philipp Stiller
Philipp Stiller (* 20. Mai 1990 in Worms) ist ein deutscher Fußballspieler, der auch die polnische Staatsbürgerschaft besitzt.

## Karriere
In der Jugend spielte Stiller für den SC Bobenheim-Roxheim sowie den 1. FC Kaiserslautern. Es folgte der Wechsel zum FSV Oggersheim. Im Januar 2009 wechselte er zu Wormatia Worms. Dort spielte er bis 2010, ehe er sich dem Drittligisten Rot Weiss Ahlen anschloss. Am 3. August gab der belgische Zweitligist KAS Eupen die Verpflichtung von Stiller bekannt. Im Januar 2012 wurde er für sechs Monate an den Drittligisten RE Bertrix ausgeliehen. Ende Juli 2012 wechselte Stiller dann zum deutschen Regionalligisten SV Waldhof Mannheim, wo er zuvor ein Probetraining absolviert hatte. Er unterschrieb einen Einjahresvertrag bis Ende Juni 2013. Nach seinem Abgang 2014 spielt er nur noch unterklassig, aktuell in der Saison 2020/21 beim Landesligisten VfR Grünstadt.